# Липњик (Прјевидза)
Липњик (слч. Lipník) насељено је мјесто са административним статусом сеоске општине (слч. obec) у округу Прјевидза, у Тренчинском крају, Словачка Република.

## Становништво
| Година:    | 1994. | 2004.   | 2014.   | 2024.    |
| ---------- | ----- | ------- | ------- | -------- |
| Број људи: | 486   | 477     | 511     | 595      |
| Разлика:   |       | -1,85 % | +7,12 % | +16,43 % |

| Година:    | 2023. | 2024.   |
| ---------- | ----- | ------- |
| Број људи: | 597   | 595     |
| Разлика:   |       | -0,33 % |

Према подацима о броју становника из 2011. године насеље је имало 488 становника.